# عصر فرمانروایان (مجموعه بازی)
عصر فرمانروایان (به انگلیسی: Age of Empires) عنوان یک مجموعه بازی ویدئویی به سبک استراتژی هم‌زمان است که در ابتدا توسط استودیو انسمبل و با مشارکت مستقیم ایکس‌باکس گیم استودیوز تولید و عرضه می‌گردد. این سری تاکنون ۲۰ میلیون نسخه درمجموع به فروش رسانده است.
«زمان امپراتوری‌ها» در اکتبر ۲۰۱۱ یک بازی نیز با موضوع امپراتوری ایران (Persian Empire) منتشر کرد.

## سری‌های اصلی
- عصر فرمانروایان (ظهور امپراتوری روم)
- عصر فرمانروایان ۲: دوران پادشاهان (پیروزمندان)
- عصر فرمانروایان ۳ (فرماندهان نبرد •  دودمان‌های آسیا)
- عصر فرمانروایان ۴ (عصر فرمانروایان ۴)
- عصر فرمانروایان برخط

## سری‌های فرعی
- عصر اسطوره‌ها (تایتان‌ها، باز روایت)